# جيرالد أوكامورا
جيرالد أوكامورا (بالإنجليزية: Gerald Okamura)‏ هو ممثل أمريكي، ولد في 1940 في الولايات المتحدة.

## أعمال

### أفلام
- (1988) نينجا أكاديمي
- (1998) بليد[1]
- (2009) جي. آي. جو: ظهور الكوبرا[2][3]

## وصلات خارجية
- جيرالد أوكامورا على موقع IMDb (الإنجليزية)
- جيرالد أوكامورا على موقع ألو سيني (الفرنسية)
- جيرالد أوكامورا على موقع أول موفي (الإنجليزية)
- جيرالد أوكامورا على موقع قاعدة بيانات الأفلام السويدية (السويدية)
- جيرالد أوكامورا على موقع قاعدة بيانات الأفلام السويدية (السويدية)
- جيرالد أوكامورا على موقع قاعدة بيانات الفيلم (الإنجليزية)
- جيرالد أوكامورا على موقع كينوبويسك (الروسية)